# Ribadeo Fútbol Club
El Ribadeo Fútbol Club es un equipo de fútbol español del municipio gallego de Ribadeo, en la provincia de Lugo. Fue fundado en 1913 y juega en la temporada 2020-21 en la Preferente Galicia.

## Estadio
El equipo juega sus partidos como local en el Estadio Municipal Pepe Barrera, con terreno de juego es de hierba natural y capacidad para 2.500 espectadores.

## Datos del club
- Temporadas en Primera División: 0.
- Temporadas en Segunda División: 0.
- Temporadas en Segunda División B: 0.
- Temporadas en Tercera División: 5.

### Historial por temporadas
| Temp.   | Nivel | Categoría     | Puesto |
| ------- | ----- | ------------- | ------ |
| 1940–56 |       | Regional      | —      |
| 1956/57 | 3     | 3.ª           | 18º    |
| 1957–91 |       | Regional      | —      |
| 1991/92 | 5     | Preferente    | 12º    |
| 1992/93 | 5     | Preferente    | 3º     |
| 1993/94 | 5     | Preferente    | 3º     |
| 1994/95 | 5     | Preferente    | 1º     |
| 1995/96 | 4     | 3.ª           | 12º    |
| 1996/97 | 4     | 3.ª           | 20º    |
| 1997/98 | 5     | Preferente    | 10º    |
| 1998/99 | 5     | Preferente    | 4º     |
| 1999/00 | 5     | Preferente    | 10º    |
| 2000/01 | 5     | Preferente    | 8º     |
| 2001/02 | 5     | Preferente    | 17º    |
| 2002/03 | 6     | 1ª Autonómica | 14º    |
| 2003/04 | 7     | 2ª Autonómica | —      |
| 2004/05 | 7     | 2ª Autonómica | 1º     |
| 2005/06 | 6     | 1ª Autonómica | 13º    |

| Temp.   | Nivel | Categoría     | Puesto |
| ------- | ----- | ------------- | ------ |
| 2006/07 | 6     | 1ª Autonómica | 6º     |
| 2007/08 | 6     | 1ª Autonómica | 3º     |
| 2008/09 | 6     | 1ª Autonómica | 6º     |
| 2009/10 | 6     | 1ª Autonómica | 10º    |
| 2010/11 | 6     | 1ª Autonómica | 2º     |
| 2011/12 | 5     | Preferente    | 14º    |
| 2012/13 | 5     | Preferente    | 7º     |
| 2013/14 | 5     | Preferente    | 1º     |
| 2014/15 | 4     | 3.ª           | 6º     |
| 2015/16 | 4     | 3.ª           | 18º    |
| 2016/17 | 5     | Preferente    | 7º     |
| 2017/18 | 5     | Preferente    | 4º     |
| 2018/19 | 5     | Preferente    | 6º     |
| 2019/20 | 5     | Preferente    | 10º    |
| 2020/21 | 5     | Preferente    |        |

## Trofeo Emma Cuervo
Desde 1952, el Ribadeo FC organiza el trofeo Emma Cuervo, torneo amistoso de verano.